# Talentum Műelemzések
A Talentum könyvsorozat célja a különféle korok és nemzetek irodalmi alkotásainak műelemzéseit közreadni. A budapesti Akkord kiadó jelentette meg 1997–2011 között. A sorozat szerkesztője: Kaiser László (HU ISSN 1417-5061).

## A sorozat kötetei
- Bezeczky Gábor: Krúdy Gyula: Szindbád. Akkord Kiadó, Budapest, 2003. 79. p.
- Erdődy Edit: Molnár Ferenc: A Pál utcai fiúk. Akkord Kiadó, Budapest, 2005. 74. p.
- Ferenczi László: Voltaire: Candide vagy az optimizmus. Akkord Kiadó, Budapest, 1998. 64. p.
- Hajdu Péter: Mikszáth Kálmán: A Noszty fiú esete Tóth Marival; 2010. 75 p.
- Horváth Imre: A Biblia; 2010. 141 p.
- Kappanyos András: James Joyce: Ulysses; 2011. 136, [2] p.
- Karafiáth Judit: Marcel Proust: Az eltűnt idő nyomában; 2007. 93 p.
- Karsai György: Homérosz: Iliász. Akkord Kiadó, Budapest, 1998. 80. p.
- Karsai György: Homérosz: Odüsszeia. Akkord Kiadó, Budapest, 1998. 85. p.
- Kerényi Ferenc: Petőfi Sándor: Az apostol. Akkord Kiadó, Budapest, 1998. 59. p.
- Kerényi Ferenc: Vörösmarty Mihály: Csongor és Tünde. Akkord Kiadó, Budapest, 2005. 87. p.
- Képes Júlia: Trisztán és Izolda. Akkord Kiadó, Budapest, 2001. 75. p.
- Mezey László Miklós: Móricz Zsigmond: Úri muri. Akkord Kiadó, Budapest, 1999. 63. p.
- Rigó Béla: Katona József: Bánk bán. Akkord Kiadó, Budapest, 1998. 78. p.
- Sükösd Mihály: Franz Kafka: A per. Akkord Kiadó, Budapest, 1999. 64. p.
- Sükösd Mihály: Ernest Hemingway: Az öreg halász és a tenger. Akkord Kiadó, Budapest, 1997. 45. p.
- Szemán Renáta: Miguel de Cervantes: Don Quijote. Akkord Kiadó, Budapest, 2005. 66. p.
- Székely Júlia: Balassi Bálint énekei és komédiája. Akkord Kiadó, Budapest, 2001. 74. p.
- Szigethy Gábor: Madách Imre: Az ember tragédiája. Akkord Kiadó, Budapest, 1998. 62. p.
- Szili József: Arany János: Toldi trilógia. Akkord Kiadó, Budapest, 1999. 77. p.
- Tarján Tamás: Örkény István: Tóték. Akkord Kiadó, Budapest, 1998. 62. p.
- Tarján Tamás: Weöres Sándor: Psyché; 2008. 63, [4] p.
- Tverdota György: Albert Camus: Közöny. Akkord Kiadó, Budapest, 2003. 63. p.
- Vörös Imre: Molière: Tartuffe. Akkord Kiadó, Budapest, 1997. 62. p.